# René Nicolas Charles Augustin de Maupeou
René Nicolas Charles Augustin de Maupeou (ur. 25 lutego 1714 w Montpellier, zm. 29 lipca 1792 w Le Thuit) – francuski polityk. Ostatni kanclerz Francji. Urzędował w okresie od 16 września 1768 do 1 lipca 1790. 
W roku 1744 jego żoną została bogata dziedziczka i przyjaciółka Louise d’Épinay – opiekunki Rousseau, Anne de Roncherolles (1725–1752). Jako kanclerz Maupeou rozwiązał w 1771 francuskie parlamenty, które wystąpiły przeciw królowi. Krok ten został jednak odwrócony w roku 1774 przez innego ministra, którym był Jean-Frédéric Phélypeaux. W 1770 odznaczony Orderem Ducha Świętego.